# Újvilági trópusok flórabirodalma

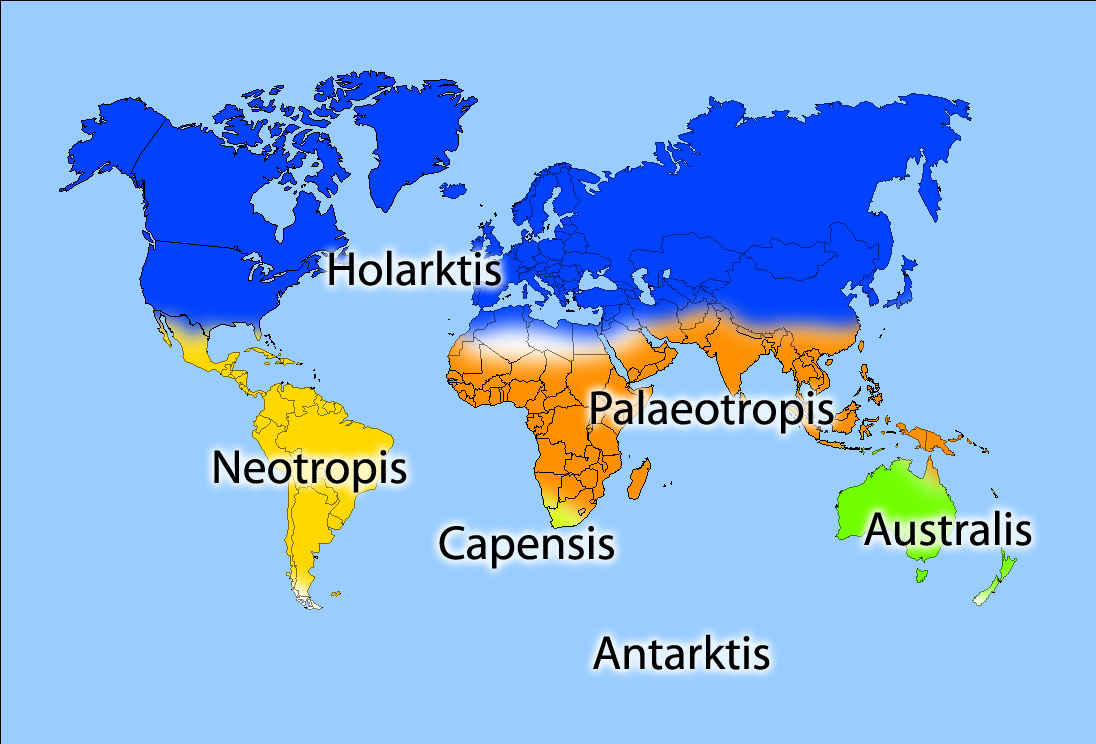
A Föld flórabirodalmai

Az újvilági trópusok (Neotropis) a Föld hat nagy flórabirodalmának  egyike, amely:
- Közép- és Dél-Amerika trópusi területeit, valamint
- a dél-amerikai pampák meleg-mérsékelt övi területeit öleli fel

nemcsak a kontinensen, hanem az Antillákon és a Csendes-óceán Dél-Amerikához közeli szigetein (Húsvét-sziget, Galapagos-szigetek) is.

## Határai
Északon Mexikóban az északi flórabirodalom pacifikus–észak-amerikai flóraterületével határos. Dél-Amerika déli csücskét (Chile déli részén Valdiviát és a Tűzföldet), valamint az Antarktisz körüli szigetvilágot már az antarktikus flórabirodalomhoz sorolják.

## Növényzete
Jellegzetes növényei:
- kaktuszfélék (Cactaceae)
- agávéfélék (Agavaceae): agávé (Agave sp.), pálmaliliom (Yucca sp.)
- burgonyafélék (Solanaceae)
- broméliafélék (Bromeliaceae) – epifita növények
- trópusi esőerdők óriásfái:
  - szappanfavirágúak (Meliaceae): mahagóni (Swietenia sp.), Cecropia sp.
  - eperfafélék (Moraceae): kaucsukfa (Hevea sp.).

A fenyőfélék (Pinaceae) csak az északi féltekén terjedtek el. Dél-Amerikában az araukáriafélék (Araucariaceae) helyettesítik őket — ezek viszont csak az egykori Gondwana őskontinensen maradtak fenn.

## Függőleges övezetesség
A birodalom nyugati részén húzódnak végig az Andok hegyláncai. A hegyvidék trópusi részén kivételesen jól tanulmányozható az éghajlat és vele az élővilág változása a partvidék és Amazónia trópusaitól a hegycsúcsok havasaiig. Ezen belül a földrajzi szélességi övek szerint kijelölhetőekhez hasonló éghajlati és növényzeti öveket különítünk el. Az egyes éghajlati-növényzeti övek határa az Egyenlítőtől távolodva egyre lejjebb süllyed; Patagóniához közeledve a melegebb éghajlati övek egymás után elfogynak.

### Éghajlat
A tengerszinttől a csúcsok felé haladva:
- csökken a hőmérséklet (100 m-ként mintegy 0,5°C-kal)
- csökken a légnyomás és vele a levegő oxigén-tartalma,
- eleinte nő, majd drasztikusan visszaesik a csapadék mennyisége.

A csapadék mennyiségével és minőségével, valamint a növényzettel változik a talaj típusa, a felszínformálás jellege (és utóbbiból adódóan a felszín formái is). A magassági övek helyzetét befolyásolja még:
- a földrajzi hosszúság (a csapadék mennyisége különböző a hegylánc keleti és nyugati oldalán),

- az egyes hegyoldalak tájolása (a délnek néző oldalak naposabbak és melegebbek az északiaknál),
- az emberi tevékenység (fakitermelés, mezőgazdaság stb.).

### A növényzeti övek
Az egyes övezetek elkülönítését megkönnyítő határvonalak:
- a fagyhatár, ami fölött (télen) rendszeresek az éjszakai fagyok,
- az erdőhatár a zárt erdők felső határa,
- a fahatár a szórványosan álló fák (felső) határa (ez az ún. meleg és a hideg trópus határvonala),
- a hóhatár az örök hó (állandóan hóval borított terület) határa.

#### Tierra caliente (forró öv)
Az Egyenlítőhöz közel a tengerszinttől kb. 1000 m magasságig.
Az évi középhőmérséklet 22–28°C, az évi hőingás csekély.

#### Tierra templada (mérsékelt öv)
Az Egyenlítőhöz közel kb. 1000–2400 m között.
Az évi középhőmérséklet 16–22°C, az évi hőingás közepes. A csapadék mennyiség kb. 2000 m-ig (a felhőszintig) nő, utána csökken.
Az öv felső határa a fagyhatár.
Jellemző növénytársulásai:
- örökzöld trópusi esőerdők,
- hegyi esőerdők,
- trópusi köderdők (felhőerdő, mohaerdő) sok mohával, páfránnyal és epifitonnal.

Jellemző növények:
- trópusi fenyők:
  - kőtiszafa (Podocarpus spp.),
- páfrányfák  (harasztfák, pálmapáfrányok, Cyatheales),
- babérfélék (Lauraceae),
- teafélék (Theaceae),
- páfrányok (Pterophyta),
- korpafüvek (Lycopodiopsida)

#### Tierra fria (hideg öv)
Az Egyenlítőhöz közel kb. 2400–3800 m között.
Az évi középhőmérséklet 10–16°C, az éves csapadék kevesebb mint 1000 mm.
Az öv felső határa az erdőhatár.
Növényzete:
A felhőszint fölött a köderdőt lassan xerofil (szárazságkedvelő) tűlevelű erdőtársulások váltják föl. Ebben a mohákat és a páfrányokat zuzmók váltják fel. Lecsökken az epifitonok száma.

#### Tierra helada (fagyos terület)
Az Egyenlítőhöz közel kb. 4200–4800 m között.
Az évi középhőmérséklet 0–6°C, az éves csapadék kevesebb mint 1000 mm. Jelentős fagyváltozékonyság.
Az öv felső határa a hóhatár. Erre az övre használják a „napszakos éghajlat” kifejezést: nappal nyárias, éjjel télies. A napi hőingás lényegesen nagyobb az évesnél.
Növényzete:
A csapadékosabb területeken nő az ún paramo-növényzet, amelynek fő jellemzői a törzsszukkulens, egyszikű üstökösfák:
- Espeletia spp.,
- Culticium spp.)

A szárazabb területeken (fennsíkokon és medencékben) nő a puna-formáció a szárazság- és fagytűrő gyepekben (csenkesz, árvalányhaj stb.) párnás megjelenésű, szúrós törpecserjékkel.

### Óvilági analógiák
Hasonló övezetesség figyelhető meg Afrikában a Kilimandzsáró és a Ruwenzori lejtőin hasonló övezetesség fejlődött ki a konvergens evolúció miatt teljesen eltérő eredetű, de hasonló külsejű és életmódú fajokkal.